# قلعة الحوايس
قلعة الحوايس تقع في ناحية الحمراء وعلى مسافة 40 كم شمال شرق مدينة حماة، وبنيت في العصر الهيلينستي.
تتربع القلعة فوق قمة أحد الجبال وتطل وتشرف على سهل ضيق من السهول الخصبة يمتد بين الهضاب البازلتية، تتمتع القلعة بتحصينات كبيرة وأسوارها مبنية بالحجر البازلت القاسي وبسماكة كبيرة تصل إلى متر ونصف، تمتد القلعة بشكل دائري تقريبًا وشهدت أحداث تاريخية هامة في مختلف العصور التي مرت على المنطقة.

## وصلات خارجية
- قلعة الحوايس - موقع محافظة حماة